# Pont de l'Assut de l'Or

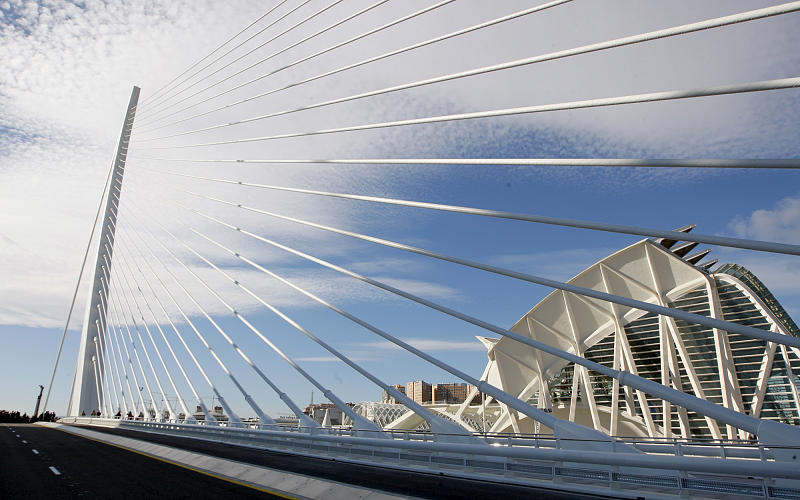
Vista del pont el dia de la inauguració.

El pont de l'Assut de l'Or o pont de la Serradora és un pont de València que creua la vella llera del riu Túria, situat gairebé al final del Jardí de Túria, just a l'est del Museu de les Ciències i a l'oest de l'Àgora, totes tres construccions de l'arquitecte valencià, Santiago Calatrava.
Amb 125 m (127 fins al parallamps) és el monument més alt de la ciutat. El pont és obert als cotxes i té tres carrils en cada sentit. Connecta la Ronda Nord de València amb la Ronda Sud. El pont, del tot blanc com altres ponts del mateix arquitecte, adopta una forma d'arpa amb un sol mànec que sosté el pont amb 29 cables d'alta tensió.
S'espera que absorbisca un trànsit de 70.000 vehicles diaris.

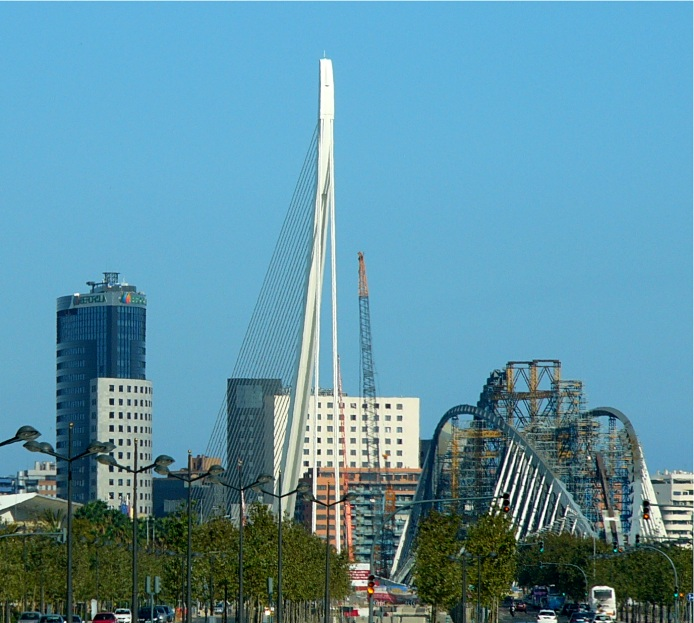
Vista del pont

## Característiques
El tauler del pont, de 180 m de longitud per 34 m d'amplària, cobreix una obertura de 155 metres. Està compost per un nucli i costelles a banda i banda d'aquest. En total són necessàries 72 costelles, de 21 tones de pes cadascuna.
El pont es manté en peu gràcies a 29 cables que ixen de la part davantera de la pilona, i altres quatre més de retinguda.
La pilona del pont, de 125 metres d'altura, és el punt més alt de la ciutat (127 metres incloent el parallamps que hi ha en el seu extrem superior).

## Origen del nom
Abans que se li aplicara el nom actual i definitiu, a aquest pont se li va anomenar de diverses formes. En la pàgina web de l'arquitecte Calatrava i en els panells informatius en l'obra, se li anomenava Pont de la Serradora, en referència a la ronda que es formarà en unir ambdues ribes del Jardí del Túria.
El seu nom definitiu, Assut de l'Or, va ser acordat el 29 de juliol de 2005 per l'Ajuntament de València, i el seu origen prové del nom d'un antic assut que es conserva a la rodalia de l'obra.

## Pressupost

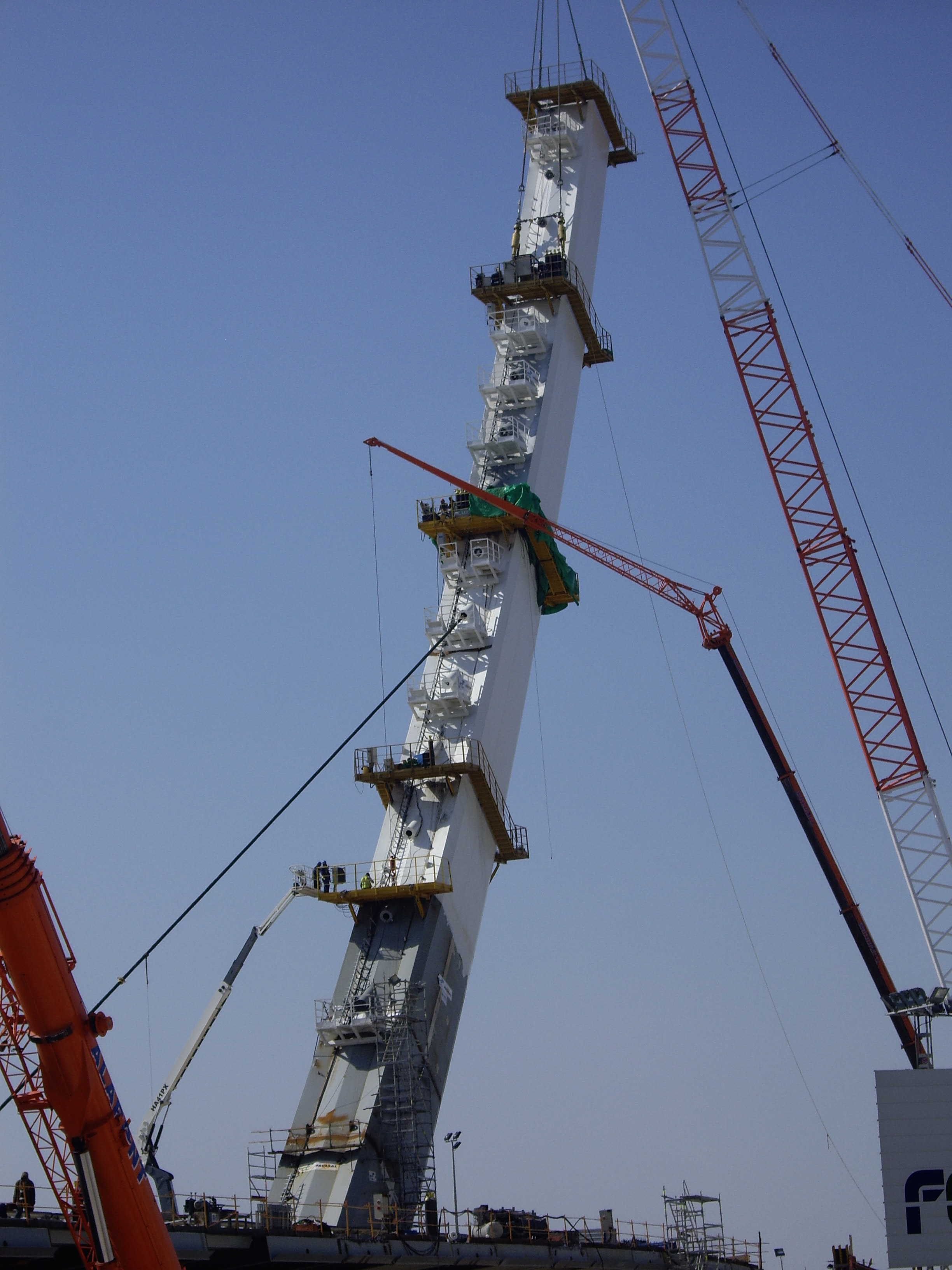
Pilona del pont en construcció (2008).

Fou adjudicat en 2004 per un total 23.2 milions d'euros. En l'estiu de 2008 es va saber que la inversió ja arribava als 34 milions d'euros, 11 milions més del pressupostat al principi.

## Història
El pont es va començar a construir l'any 2004 i va durar fins a l'estiu de 2005, quan s'aturen totalment les obres. A la fi de 2007 segueixen amb la seua construcció fins a la seua finalització en 2008. El pont va ser obert provisionalment el 20 d'agost de 2008 amb motiu de la celebració del Gran Premi d'Europa de Fórmula 1 amb la intenció d'agilitar el trànsit de la zona. En finalitzar l'esdeveniment es torna a tancar el pont per a continuar amb la seua construcció i reparar uns problemes sorgits en un dels cables de retinguda que van retardar l'obertura uns mesos més. Finalment es finalitza l'obra, que va ser inaugurat l'11 de desembre de l'any 2008.